# Canton de Périgueux-Centre
Pour les articles homonymes, voir Canton de Périgueux (homonymie).
Le canton de Périgueux-Centre est une ancienne division administrative française située dans le département de la Dordogne, en région Aquitaine.

## Historique
Le canton de Périgueux-Centre est issu en 1973 de la partition en trois du canton de Périgueux et fait partie de l'arrondissement de Périgueux.

### Redécoupage cantonal de 2014-2015
Par décret du 21 février 2014, le nombre de cantons du département est divisé par deux, avec mise en application aux élections départementales de mars 2015. Le canton de Périgueux-Centre est supprimé à cette occasion, son territoire étant partagé entre les nouveaux cantons de Périgueux-1 et de Périgueux-2.

## Géographie
Le canton de Périgueux-Centre se composait uniquement d'une fraction de la commune de Périgueux située en rive droite de l'Isle (les trois quartiers du Haut-Périgueux, de la Gare/Saint-Martin et de Vésone, ainsi que la partie orientale du quartier du Toulon).

## Composition
Le canton de Périgueux-Centre se composait uniquement d'une fraction de la commune de Périgueux. Il comptait 18 677 habitants (population municipale) au 1er janvier 2012.
| Nom                   | Code Insee | Intercommunalité      | Population (dernière pop. légale)               |
| --------------------- | ---------- | --------------------- | ----------------------------------------------- |
| Périgueux (chef-lieu) | 24322      | CA Le Grand Périgueux | Fraction : 18 677(2012) Commune : 30 069 (2014) |

## Démographie
| 1975 | 1982 | 1990   | 1999   | 2006   | 2011   | 2012   |
| ---- | ---- | ------ | ------ | ------ | ------ | ------ |
| -    | -    | 18 398 | 18 660 | 17 625 | 18 479 | 18 677 |

## Représentation
| Période | Période          | Identité         | Étiquette                                                | Qualité |
| ------- | ---------------- | ---------------- | -------------------------------------------------------- | --- |
| 1973    | 1989 (démission) | Yves Guéna       | UDR puis RPR                                             | Conseiller d'État Maire de Périgueux (1971-1997) Député (1973, 1974-1981, 1986-1988) Sénateur (1989-1997) Membre du Gouvernement |
| 1989    | 2008             | Paulette Labatut | Union des Démocrates de la Dordogne (UDD) (RPR puis UMP) | Professeur retraitée Ancienne adjointe au maire de Périgueux Suppléante du député François Roussel (1993-1997)                   |
| 2008    | 2015             | Jean-Paul Daudou | Union des Démocrates de la Dordogne (UDD) (UMP)          | Cadre retraité Chambre de commerce et d'industrie Ancien maire de Périgueux (2002-2005)                                          |